# Saint-Germain-des-Prés (Dordonha)
Saint-Germain-des-Prés é uma comuna francesa na região administrativa da Nova Aquitânia, no departamento Dordonha. Estende-se por uma área de 18,81 km². Em 2010 a comuna tinha 486 habitantes (densidade: 25,8 hab./km²).